# 天主教比耶拉教區
天主教比耶拉教區（拉丁語：Dioecesis Bugellensis）是天主教會在義大利的一個教區。屬韋爾切利總教區。
教區在4世紀由韋爾切利的聖歐瑟伯開教。1772年6月1日升為教區，時屬都靈總教區。1803年6月1日被拿破崙當局解散，1817年7月17日恢復並改屬韋爾切利總教區。
教區包括比耶拉省大部份地區，以及韋爾切利省的小部，2012年有教友164,000人，佔轄區總人口92.9%。教區下轄114個堂區，有166名司鐸。現任教區主教為嘉俾厄爾·馬納。